# Repišće
Repišće es una localidad de Croacia en el municipio de Klinča Sela, condado de Zagreb.

## Geografía
Se encuentra a una altitud de 248 m s. n. m., a 34,7 km de la capital nacional, Zagreb.

## Demografía
En el censo 2011, el total de población de la localidad fue de 379 habitantes.
Según estimación, en 2013 contaba con una población de 363 habitantes.